# Pommard
Pommard là một xã trong tỉnh Côte-d'Or, thuộc vùng Bourgogne-Franche-Comté của nước Pháp, có dân số là 562 người (thời điểm 2004). Xã nằm khoảng 20 km về phía nam của Dijon, giáp ranh về phía nam với Volnay và về phía đông bắc với Beaune.

## Nhân khẩu học
| 1962 | 1968 | 1975 | 1982 | 1990 | 1999 |
| ---- | ---- | ---- | ---- | ---- | ---- |
| 838  | 840  | 754  | 606  | 552  | 594  |

## Các thành phố kết nghĩa
- Nackenheim, Đức